# Квартет Электрон
Кварте́т «Электро́н» — популярная советская группа, созданная в 1963 году гитаристом и композитором Валерием Приказчиковым, первой в СССР ставшая играть инструментальную сёрф-музыку.

## История
Музыканты, составившие костяк легендарного ансамбля «Электрон», стартовали ещё в 1957 году, на Всемирном фестивале молодёжи и студентов в Москве. Это был квартет гитаристов в составе: Валерий Приказчиков, Евгений Гусев, Михаил Топтыгин и Виктор Сафонов. Все — ученики знаменитого классического гитариста А. М. Иванов-Крамского. Они исполняли элегантные аранжировки народных песен, сделанные для четырёх акустических гитар. Музыканты стали лауреатами фестиваля. Там же выступал ещё один участник будущей группы — пианист Юрий Юров, аккомпанировавший волею случая ансамблю «Поющие голоса Японии».
«Электрон» — первая группа в СССР, ставшая играть инструментальный сёрф-рок. В её музыке можно также услышать блюзовые гармонии и ритмы босса-новы.
Дебют квартета, приписанного к Липецкой филармонии, состоялся в 1963 году на Всесоюзном радио, в эфире популярной радиостанции «Юность». Это был самобытный инструментальный ансамбль с очень выразительной, благодаря высокому профессионализму участников, техникой исполнения. В том же году записана первая пластинка.
Название «Электрон» музыканты выбрали не только потому, что его основу составляли электроинструменты. Само направление работы ансамбля, его звучание, характер исполнения участники хотели сделать современным.
Ансамбль использовал в своих выступлениях два вариант состава: три гитары и бас, или две гитары, электроорган и ударные. Основу репертуара составляли инструментальные пьесы. С концертами музыканты объехали весь Советский Союз. В качестве аккомпанирующего коллектива работали с Муслимом Магомаевым, Кирой Смирновой, Майей Кристалинской, Валентиной Дворяниновой, вокальным квартетом «Улыбка» и другими исполнителями.
В 1966 году из ансамбля, в связи с разногласиями по репертуару, ушёл его лидер Валерий Приказчиков, организовавший ансамбль Новый Электрон. Без него у «Электрона», перешедшего в Тульскую филармонию, поближе к Москве, пластинок больше не было. С 1969 года это был уже ВИА "Электрон (руководитель А. Куценко).

## Состав до 1966 года
- Валерий Приказчиков (гитара)
- Юрий Юров (клавишные, бас-гитара)
- Евгений Гусев (гитара)
- Вячеслав Шевелёв (ударные), которого сменил Владимир Морозов.

## Дискография
1965, 33Д-00016533-4
- Да (А. Островский)
- Раннее утро (В. Приказчиков)
- Вернись (М. Домингес)
- Лучший город земли (А. Бабаджанян)

1967, 33Д-00019119-20
- Солнечные часы
- Весёлые туристы (В. Приказчиков)
- Четыре орбиты (В. Приказчиков)
- Вечерние тени (В. Приказчиков)

1967, 33Д-00020159-60
- Мелодия из к/ф «Шербурские зонтики» (М. Легран)
- Посмотри (Д. Росси)
- Дом восходящего солнца (А. Прайс)
- Новый танец (С. Вудман)